# 毛蕊草
毛蕊草（学名：Duthiea brachypodium）为禾本科毛蕊草属下的一个种。